# Cheverny
Cheverny település Franciaországban, Loir-et-Cher megyében. Lakosainak száma 908 fő (2022. január 1.). Cheverny Cellettes, Cormeray, Cour-Cheverny, Fontaines-en-Sologne, Fresnes és Le Controis-en-Sologne községekkel határos.

## Népesség
A település népességének változása:
| Lakosok száma | 743  | 842  | 900  | 947  | 996  | 1011 | 956  | 923  | 918  | 908  |
|               | 1968 | 1982 | 1990 | 2006 | 2013 | 2015 | 2017 | 2019 | 2020 | 2022 |